# Froelichia xanti
Froelichia xanti là loài thực vật có hoa thuộc họ Dền. Loài này được R.A.McCauley mô tả khoa học đầu tiên năm 2004.